# Osvaldo Serra Van-Dúnem
Osvaldo Serra Van-Dúnem, född 8 augusti 1950 i Luanda, Angola död 4 februari 2006 i São Paulo, Brasilien, var inrikesminister i Angola, efter att ha varit Angolas ambassadör i Brasilien 1995–1999, och Portugal 2000–2003.